# 松平正甫
松平 正甫（まつだいら まさもと）は、江戸時代中期の陸奥国会津藩の世嗣。官位は従四位下・大膳大夫、侍従。

## 略歴
元禄10年（1698年）、会津藩主・松平正容の三男として誕生。
兄・正邦の死により嫡子となったが、家督を相続することなく享保12年（1727年）に死去。代わって弟・容貞が嫡子となった。

## 系譜
- 父：松平正容（1669-1731）
- 母：栄光院（1679-1737） - 祐、ゆら、横山常定娘
- 正室：英姫 - 浅野吉長娘
- 婚約者：津也 - 円珠院、松平忠雅娘、早世